# Malwa Nojewna Landa
Malwa Nojewna Landa (russisch Мальва Ноевна Ланда; * 14. August 1918 in Odessa; † 3. Juli 2019 in Haifa) war eine sowjetisch-russische Geologin und Menschenrechtlerin.

## Leben
Landas Vater war der Tierarzt Noi Wiktorowitsch Landa (1887–1938), der Dozent am Moskauer Veterinärinstitut und 1926 Professor und Leiter des Lehrstuhls für Pathologische Anatomie des Veterinärinstituts Saratow wurde. Er wurde im Herbst 1932 verhaftet und nach Haft in einem Stalingrader Gefängnis und Folter im Mai 1933 freigelassen. 1938 wurde er erneut verhaftet und erschossen. Malwa Landa besuchte die Mittelschule in Saratow und war dann Tochter eines Volksfeinds.
Landa studierte 1940–1945 Geologie am nach Sergo Ordschonikidse benannten Moskauer Institut für Geologische Prospektion (MGRI). Sie arbeitete dann als Geologin. 1945–1963 arbeitete sie in geologischen Expeditionen mit. In den 1950er Jahren leitete sie eine Arbeitsgruppe der Qaratau-Expedition des MGRI. 1963–1973 war sie Mitarbeiterin des Aerogeologitscheski Trust. 1973 ging sie in den Ruhestand.
1971–1980 schrieb Landa zahlreiche Artikel über politische Gefangene für die Chroniken der aktuellen Ereignisse. Sie gehörte zu den Gründungsmitgliedern der 1976 gegründeten Moskauer Helsinki-Gruppe. Am Tag nach der Verhaftung Alexander Iljitsch Ginsburgs im Februar 1977 wurde Landa zusammen mit Kronid Arkadjewitsch Ljubarski und Tatjana Sergejewna Chodorowitsch Verwalterin des neuen Solschenizyn-Unterstützungsfonds für politische Gefangene. Nach einem Brand in ihrem Zimmer wurde sie im Mai 1977 wegen Fahrlässigkeit zu einer hohen Entschädigung und zwei Jahren Verbannung verurteilt. Ihr Verbannungsort war das Dorf Werschina Schachtama bei Schelopugino in der Region Transbaikalien. Nach acht Monaten wurde sie amnestiert, durfte aber nicht nach Moskau zurückkehren, so dass sie sich in Petuschki 120 km von Moskau entfernt niederließ. Sie setzte ihre Menschenrechtsarbeit fort und widmete sich besonders den verfolgten religiösen Minderheiten in der UdSSR.
Im Frühjahr 1979 präsentierte Radio Svoboda in einer Sendung über die Terrorserie in Moskau 1977 Landas Berichte, nach denen die Anklagen gegen die armenischen Nationalisten Satikjan, Stepanjan und Bagdassarjan vom KGB gefälscht seien. Den Vorschlag der sowjetischen Behörden, nach Israel zu emigrieren, nahm sie nicht an.
Am 7. März 1980 wurde Landa verhaftet und wegen Verbreitung falscher antisowjetischer und gesellschaftsfeindlicher Informationen zu fünf Jahren Verbannung verurteilt, die sie im Dorf Schesdy in der Oblast Schesqasghan verbrachte. Obgleich nach den Massenverhaftungen 1982 die Auflösung der Moskauer Helsinki-Gruppe verkündet worden war, bezeichnete sich Landa gegenüber den Behörden weiterhin als Mitglied der Moskauer Helsinki-Gruppe. 1984 konnte sie aus der Verbannung zurückkehren.
Landa setzte ihre Menschenrechtsaktivitäten fort. Sie kritisierte insbesondere den Tschetschenienkrieg. 1995 wurde sie Kolumnistin der Menschenrechtler-Zeitschrift. Im März 2010 unterschrieb sie den Appell der Opposition Putin muss gehen!
Landa war verheiratet mit dem Hydrochemiker Alexei Iwanowitsch Germanow (1915–1998), mit dem sie ihren Sohn Alexei bekam. Sie trennten sich, als der Sohn noch klein war.
2015 reiste Landa nach Israel, um bei ihrem Sohn in Haifa zu leben.

## Ehrungen
- Orden des Vytis-Kreuzes (2003)